# Amphiura angularis
Amphiura angularis is een slangster uit de familie Amphiuridae.
De wetenschappelijke naam van de soort werd in 1879 gepubliceerd door Theodore Lyman.